# Zamach na Ghasema Solejmaniego
Zamach na Ghasema Solejmaniego – 3 stycznia 2020 roku Siły Powietrzne Stanów Zjednoczonych działając na rozkaz prezydenta Donalda Trumpa dokonały ataku lotniczego na irańskiego dowódcę elitarnych Sił Ghods, generała Ghasema Solejmaniego. Amerykański dron MQ-9 Reaper dokonał selektywnej eliminacji irańskiego generała i 8 innych irańskich dygnitarzy, gdy wojskowy opuszczał lotnisko w Bagdadzie w celu spotkania się z irackim premierem Adilem Abd al-Mahdim.
Od 1998 roku Solejmani był dowódcą Sił Ghods, jednostki irańskiego Korpusu Strażników Rewolucji Islamskiej, odpowiedzialnej za prowadzenie specjalnych operacji wojskowych poza granicami Iranu. W praktyce generał uchodził za drugą najpotężniejszą osobę w Iranie, ustępując miejsca jedynie Najwyższemu Przywódcy Ali Chameneiemu.  Podczas gdy Solejmani był ceniony w Iranie, on i dowodzona przez niego jednostka były oskarżane o interwencję w wewnętrznym konflikcie w Syrii i wspieranie reżimu Baszszara al-Asada. W zamachu zginął także Dżamal Dżafar Mohammed, znany jako Abu Mahdi al-Muhandis, zaufany współpracownik generała Solejmaniego, dowódca działających w Iraku sił Kata'ib Hezbollah. W 2009 roku al-Muhandis został uznany przez Departament Obrony za terrorystę. W ataku zginęli także dowódcy Sił Mobilizacji Ludowej – szyickich grup paramilitarnych w praktyce podporządkowanych Siłom Ghods.

## Podłoże
Po amerykańskiej inwazji na Irak w 2003 roku i obaleniu dyktatury Saddama Husajna dowodzone przez Solejmaniego Siły Ghods na szeroką skalę wspierały szyickie organizacje terrorystyczne atakujące Amerykanów. Pentagon oskarżył również żołnierzy jednostki o udział w przemycie bomb i broni strzeleckiej do Iraku w celu użycia ich przeciwko żołnierzom amerykańskim. Pod koniec 2006 roku wojska amerykańskie w północnym Iraku schwytały dwóch Irańczyków zidentyfikowanych później jako najwyżsi oficerowie Sił Ghods – generała brygady Mohsena Sziraziego i pułkownika Abu Amada Dawariego. Według amerykańskich generałów Siły Ghods wspierały irackie milicje szyickie i pomagały zaplanować m.in. rajd na wojska amerykańskie w Karbali w styczniu 2007 roku. Do najważniejszych sojuszników Iranu w Iraku zaliczały się organizacje m.in. takie jak: Badr, Kata'ib Hezbollah, Kata'ib Sajjid asz-Szuhada, Sarajja Talia al-Churasani i Asa'ib Ahl al-Hak. Z uwagi na powyższe działania Sił Ghods, kierowane przez Solejmaniego, zarówno administracje Busha i Obamy rozważały zabójstwo generała, jednak za każdym razem odstępowano od tego pomysłu z uwagi na obawę wybuch otwartej wojny z Iranem.
Po wybuchu wojny domowej w Syrii, Solejmani został wysłany do Damaszku, aby koordynować działaniami wojskowymi skierowanymi w siły opozycji. Według Sama Daghera, libańsko-amerykańskiego dziennikarza, który relacjonował wydarzenia w Syrii w latach 2012–2014, „[Solejmani] pomógł zorganizować okrutną reakcję reżimu na ataki rebeliantów wewnątrz Damaszku”. Generał przejął faktyczne dowodzenie nad siłami syryjskimi oraz sprowadzonym przez niego na pomoc oddziałami Hezbollahu i milicji szyickich.
Siły Ghods zostały uznane za organizację terrorystyczną przez Kanadę i Stany Zjednoczone, natomiast Arabia Saudyjska i Bahrajn uznały za taką organizację cały Korpus Strażników Rewolucji Islamskiej, zaś niektórych wyższych oficerów Sił Ghods objęły sankcjami personalnymi. Objęły one m.in. Ghasema Solejmaniego. Został on również objęty sankcjami przez Organizację Narodów Zjednoczonych i Unię Europejską.
Relacje Iran–USA stały się ponownie napięte w 2018 roku, kiedy prezydent Stanów Zjednoczonych Donald Trump jednostronnie wycofał się z porozumienia nuklearnego z 2015 roku i ponownie nałożył sankcje na Iran. Waszyngton poinformował, że „ponownie nałożone sankcje będą wymierzone w krytyczne sektory irańskiej gospodarki, takie jak sektor energetyczny, petrochemiczny i finansowy. Osoby prowadzące interesy w Iranie otrzymają okres czasu na wycofanie się z interesów z udziałem Iranu”. Trump domagał się wynegocjowania nowej umowy dotyczącej irańskiego programu nuklearnego, a także programu rakietowego. Tymczasem MSZ Iranu komentując posunięcie USA podkreślił, że same sankcje nałożone przez USA na Iran są nielegalne, a ponadto zagroził blokadą cieśniny Ormuz, co mogłoby zakłócić transport ropy z innych krajów Zatoki Perskiej.
25 sierpnia 2019 r. izraelski minister spraw zagranicznych Israel Katz powiedział: „Izrael działa, aby uderzyć w głowę irańskiego węża i wyrwać mu zęby...Ghasem Solejmani, dowódca Sił Ghods Korpusu Strażników Rewolucji, jest właśnie tymi zębami”. W październiku tego samego roku Yossi Cohen, szef Mosadu, powiedział w udzielonym wywiadzie: „Solejmani wie, że jego zabójstwo nie jest niemożliwe”.

## Preludium
W połowie października irański generał Ghasem Solejmani spotkał się ze swoimi sojusznikami z irackiej szyickiej milicji w Bagdadzie. Agencja Reuters podaje, że Solejmani poinstruował Abu Mahdiego al-Muhandisa, szefa działającego na terytorium Iraku oddziałów Kata'ib Hezbollah, i innych przywódców milicji, aby zintensyfikowali ataki na cele amerykańskie w kraju przy użyciu broni dostarczonej przez Iran.
27 grudnia 2019 roku baza lotnicza K-1 w muhafazie Kirkuk w Iraku – jedna z wielu irackich baz wojskowych, w których przebywa personel koalicji kierowanej przez USA – została zaatakowana przez ponad 30 rakiet. W ataku zginą amerykański kontrahent wojskowy, a kilku żołnierzy USA i Iraku poniosło rany. Stany Zjednoczone obwiniły za atak wspieraną przez Iran milicję Kata'ib Hezbollah. Dwa dni później w nalotach odwetowych na magazyny broni i punkty dowodzenia w Kata'ib Hezbollah zginęło 25 członków milicji, a 55 zostało rannych.
31 grudnia 2019 roku po pogrzebie bojowników Kata'ib Hezbollah, dziesiątki szyickich bojowników i ich zwolenników wkroczyło do Zielonej Strefy i otoczyło teren ambasady USA. Następnie dziesiątki demonstrantów przedarły się przez główne drzwi punktu kontrolnego, podpaliły recepcję, podniosły flagi milicji proirańskich Sił Mobilizacji Ludowej, pozostawiły antyamerykańskie plakaty i graffiti. Prezydent USA Donald Trump oskarżył Iran o zorganizowanie ataku na ambasadę i dodał, że Teheran zostanie pociągnięty do "pełnej odpowiedzialności".

### Znaczenie
W momencie zabójstwa generał Solejmani był uważany za drugą pod względem wpływów i znaczenia osobę w Iranie, ustępując jedynie Ali Chameneiemu. Generał cieszył się niemal niepodważalnym statusem bohatera, zwłaszcza wśród zwolenników twardej polityki Teheranu. Solejmani stał się architektem całej polityki zagranicznej Iranu na Bliskim Wschodzie. Według byłego dowódcy sił koalicyjnych w Iraku generała Davida Petraeusa: „[Solejmani] kontrolował politykę Iranu wobec Iraku, Libanu, Strefy Gazy i Afganistanu”. Był kawalerem orderu Zulfikara, czyli najwyższego irańskiego odznaczenia wojskowego, które otrzymał za „całokształt”, jako pierwszy po rewolucji islamskiej z 1979 roku. Solejmani i jego siły odegrały kluczową rolę w zduszeniu prodemokratycznych protestów w Iranie w 2009 roku.

## Atak

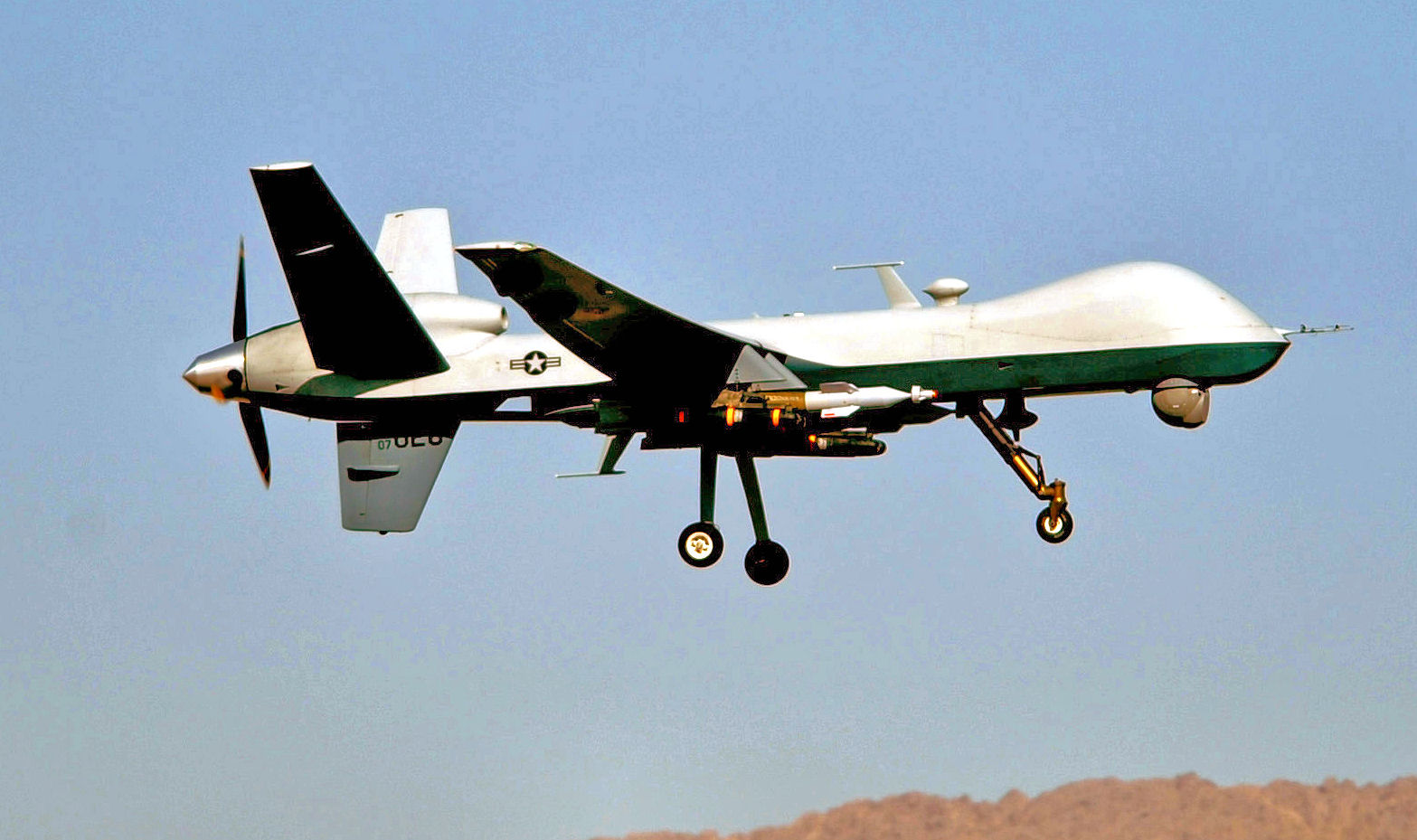
Amerykański dron wojskowy MQ-9 Reaper

2 stycznia 2020 roku na lotnisku w Damaszku Soleimani wszedł na pokład samolotu Airbus A320, który kierował się do Bagdadu. Planowy czas odlotu został ustalony na 20:20, ale z nieznanych przyczyn został opóźniony na 22:28. 3 stycznia 2020 roku o godzinie 00:32 czasu lokalnego samolot z generałem Solejmanim na pokładzie wylądował na międzynarodowym lotnisku w Bagdadzie. Dron MQ-9 Reaper Sił Powietrznych Stanów Zjednoczonych i inne samoloty wojskowe krążyły już nad obszarem planowanego ataku. Po wylądowaniu Ghasem Solejmani i Abu Mahdi al-Muhandis wsiedli do samochodów Toyota Avalon i Hyundai H-1 w celu opuszczenia lotniska. O godzinie 00:47 dron MQ-9 Reaper wyposażony najprawdopodobniej w pociski kierowane typu AGM-114 Hellfire wystrzelił cztery ładunki, które trafiły w konwój generała na drodze wyjazdowej z portu lotniczego. Eksplozja zniszczyła dwa samochody, co skutkowało śmiercią dziesięciu osób (Solejmani, al-Muhandis i ośmiu towarzyszących im irańskich dygnitarzy).
Do godziny 02:00 czasu lokalnego międzynarodowe lotnisko w Bagdadzie zostało zamknięte, a nawigacja powietrzna wokół lotniska zawieszona.

## Reakcje międzynarodowe

### Reakcja Stanów Zjednoczonych

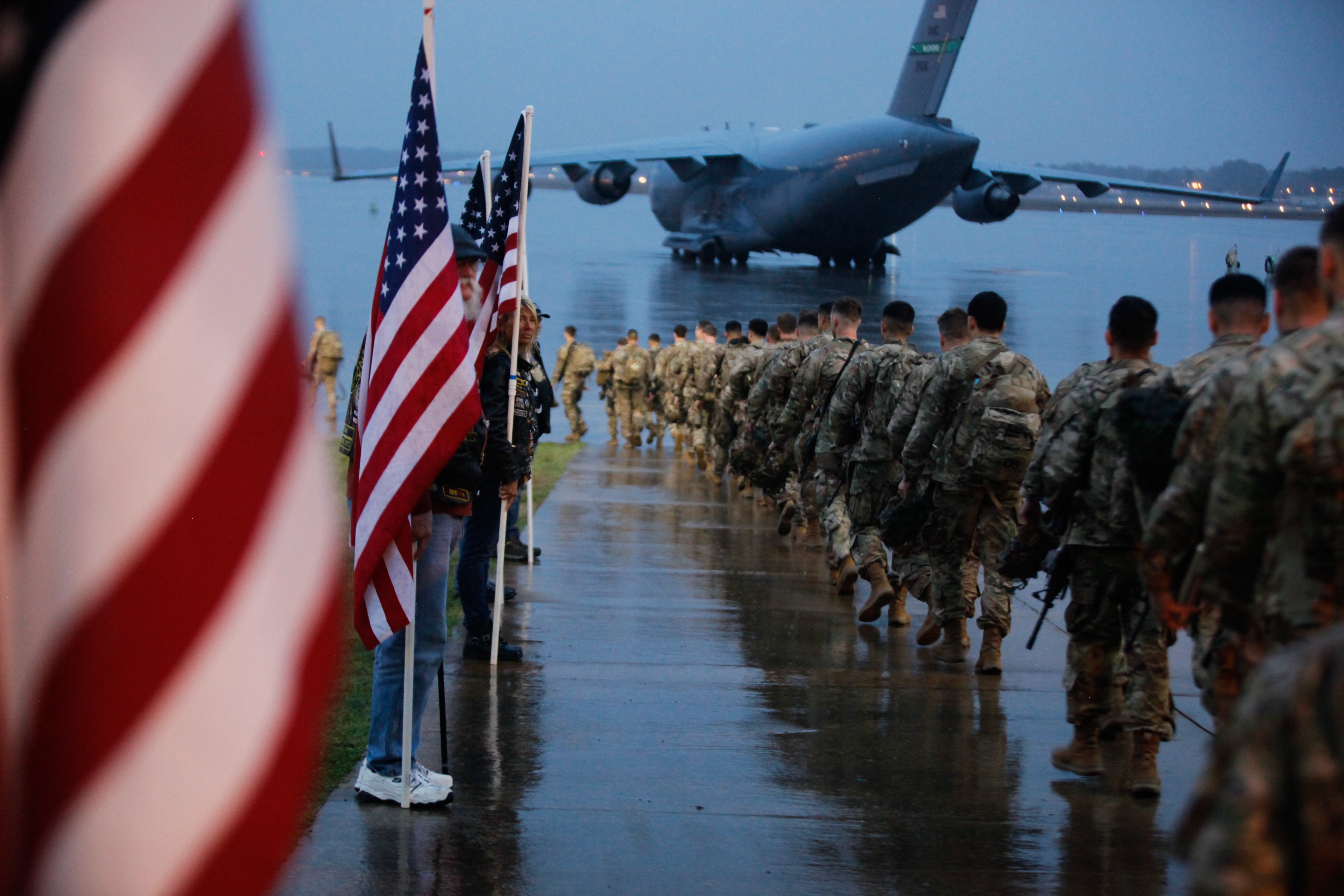
Amerykańscy żołnierze w drodze na Bliski Wschód (4 stycznia 2020)

W dniu ataku z baz we wschodnich Stanach Zjednoczonych wystartowało kilka samolotów transportowych z żołnierzami armii USA. Następnego dnia Departament Obrony ogłosił wysłanie na Bliski Wschód dodatkowych 3500 żołnierzy 82. Dywizji Powietrznodesantowej, co stanowiło jedno z największych szybkich rozmieszczeń wojskowych od dziesięcioleci. Urzędnicy obrony stwierdzili, że rozmieszczenie nie było bezpośrednio związane z atakiem lotniczym, w którym zginął Solejmani, ale było raczej „działaniem zapobiegawczym w odpowiedzi na wzrost poziomu zagrożenia dla personelu i obiektów USA”. 4 stycznia prezydent Donald Trump zamieścił kilka tweetów, w których stwierdził, że jeśli Iran podejmie działania odwetowe „Stany Zjednoczone uderzą w 52 irańskie miejsca, które są bardzo ważne dla Iranu i irańskiej kultury”.
Lider większości Senatu Mitch McConnell wyraził poparcie dla ataku powietrznego, natomiast Spikerka Izby Reprezentantów Nancy Pelosi określiła atak jako „prowokacyjny i nieproporcjonalny”, argumentując, że „naraził on [atak] amerykańskich żołnierzy, dyplomatów i innych obywateli na ryzyko”. Demokraci, w tym senator Chris Murphy z Connecticut, skrytykowali Trumpa za to, że nie skonsultował się z Kongresem przed zabiciem Solejmaniego. Politolog i profesor Noam Chomsky nazwał zamach „niezwykle niebezpiecznym aktem”, mówiąc, że było to „tak, jakby Iran postanowił zamordować Mike’a Pompeo i generała dywizji na lotnisku międzynarodowym w mieście Meksyk”. Demokratyczna członkini Izby Reprezentantów Stanów Zjednoczonych Tulsi Gabbard nazwała nalot „aktem wojny prezydenta Trumpa” i naruszeniem Konstytucji Stanów Zjednoczonych, argumentując, że prezydent nie miał upoważnienia Kongresu do zarządzenia takiego ataku. Republikański senator Rand Paul skrytykował zamach, mówiąc, że zwiększy one napięcia między dwoma krajami. Były sekretarz obrony i dyrektor CIA Leon Panetta ostrzegł, że Stany Zjednoczone są bliżej wojny z Iranem niż kiedykolwiek w ciągu ostatnich 40 lat. Burmistrz Nowego Jorku Bill de Blasio wyraził poważne obawy dotyczące potencjalnych ataków odwetowych, stawiając departament policji w stan najwyższej gotowości. Lewicowa organizacja Code Pink: Women for Peace oraz kolektyw ANSWER Coalition zorganizowały szereg antywojennych wieców w ponad 30 największych miastach USA, domagając się wycofania wojsk amerykańskich z Iraku.
Wysocy rangą urzędnicy Departamentu Stanu USA porównali zamach do operacji Vengeance, kiedy to amerykańscy piloci zestrzelili samolot, na pokładzie którego znajdował się japoński admirał Isoroku Yamamoto.

### Reakcja Iranu
Najwyższy Przywódca Ali Chamenei ogłosił trzy dni żałoby narodowej i zapowiedział „surową zemstę” na Stanach Zjednoczonych. Prezydent Hasan Rouhani zapowiedział, że Iran „weźmie odwet”. 4 stycznia nad kopułą meczetu Jamkaran rozwinięto czerwoną flagę, która stanowi symbol zemsty.
8 stycznia 2020 r. w ramach operacji wojskowej o kryptonimie Męczennik Solejmani Korpus Strażników Rewolucji Islamskiej wystrzelił ponad 12 pocisków balistycznych w kierunku amerykańskich baz w Iraku. Telewizja Fox News podała, że nie przechwycono żadnych rakiet, ponieważ bazy nie posiadały systemów obrony przeciwrakietowej. Według CBS atak ten był największym „jednorazowym” atakiem rakietowym na siły amerykańskie w historii. W liście do Organizacji Narodów Zjednoczonych Iran nazwał ataki rakietowe „wyważonym i proporcjonalnym aktem samoobrony”, który „miał precyzyjne i ukierunkowane cele militarne, nie pozostawiając żadnych szkód ubocznych dla ludności cywilnej i zasobów cywilnych w tym rejonie”. Kilku europejskich i amerykańskich urzędników uznało, że Iran celowo uniknął zadania ofiar śmiertelnych podczas operacji, aby nie wywołać znaczącej reakcji militarnej USA i sojuszników.

#### Reakcje pozostałych państw i organizacji międzynarodowych
- NATO – sojusz tymczasowo zawiesił misję szkoleniową w Iraku.

- ONZ – sekretarz generalny Organizacji Narodów Zjednoczonych António Guterres wyraził zaniepokojenie eskalacją i wezwał przywódców do „zachowania maksymalnej powściągliwości”[79].

- Australia – premier Australii Scott Morrison powiedział, że jest zaniepokojony wydarzeniami i wzywa do zachowania spokoju i deeskalacji w regionie[80].

- Brazylia – prezydent Jair Bolsonaro powiedział, że popiera każdą „inicjatywę przeciwko terroryzmowi”, tym samym potwierdził swoje poparcie dla prezydenta USA Donalda Trumpa i dla jego działań[81][82]. Bolsonaro wskazał, że życie Solejmaniego, którego głównym zadaniem było kierowanie operacjami jednostek wspieranych przez Iran, przede wszystkim w Syrii i Iraku, „było w dużej mierze poświęcone terroryzmowi, a my zrobimy wszystko, aby terroryzm zwalczać”[82].

- Chiny – rzecznik chińskiego MSZ Geng Shuang zaapelował o powściągliwość do wszystkich zwaśnionych stron, „zwłaszcza do Stanów Zjednoczonych”, twierdząc, że „Chiny zawsze sprzeciwiały się użyciu siły w stosunkach międzynarodowych”[83]. Podczas spotkania w Bagdadzie 6 stycznia Zhang Tao, chiński ambasador w Iraku, powiedział premierowi al-Mahdiemu, że „Chinom zależy na zwiększeniu bezpieczeństwa i współpracy wojskowej w Iraku”[84].

- Izrael – premier Binjamin Netanjahu powiedział, że prezydent Trump „zasługuje na uznanie za szybkie, stanowcze i zdecydowane działanie”[85]. Ponadto premier potwierdził sojusz Izraela ze Stanami Zjednoczonymi, mówiąc, że „Izrael stoi ze Stanami Zjednoczonymi ramię w ramię w sprawiedliwej walce o pokój, bezpieczeństwo i samoobronę” i stwierdził, że Solejmani „był odpowiedzialny za śmierć obywateli amerykańskich i wielu innych niewinnych ludzi”[86][87][88]. Yair Lapid, przywódca ówczesnej największej partii opozycyjnej Niebiesko-Biali, pochwalił zabójstwo generała i powiedział, że Ghasem Solejmani dostał „dokładnie to, na co zasłużył”[85]. Yoel Guzansky, ekspert ds. Iranu w Instytucie Narodowych Studiów Strategicznych w Tel Awiwie, powiedział, że w krótkim okresie czasu jest prawdopodobny irański odwet wymierzony w cele amerykańskie lub izraelskie[85]. Guzansky podkreślił także, że zabójstwo zadało Iranowi ogromny cios i przywróciło amerykańskie odstraszanie w regionie[85].

- Kanada – minister spraw zagranicznych François-Philippe Champagne wezwał do powściągliwości i deeskalacji napięć, ale podkreślił również, że od dawna jest zaniepokojony działalnością Sił Ghods[89]. Dodał: „jego [Solejmaniego] agresywne działania miały destabilizujący wpływ na region i obszar poza nim”[89].

- Rosja – minister spraw zagranicznych Siergiej Ławrow potępił zabójstwo i stwierdził, że zwiększy ono napięcie na całym Bliskim Wschodzie[85]. Szef komisji spraw zagranicznych w wyższej izbie rosyjskiego parlamentu nazwał nalot USA „błędem”, który może „odbić się bumerangiem na jego organizatorów”[85]. Konstantin Kosaczew w poście na Facebooku powiedział, że posunięcie to zniszczyło ostatnią nadzieję na rozwiązanie problemów związanych z porozumieniem nuklearnym z Iranem[85]. Według rosyjskiego Ministerstwa Obrony „Rosja zaoferowała Irakowi swój system obrony powietrznej S-400 w celu ochrony ich przestrzeni powietrznej”[90][91]. 7 stycznia 2020 roku, drugi raz od początku wybuchu wojny domowej w Syrii, Władimir Putin przyleciał do Damaszku na spotkanie z prezydentem al-Asadem[92].

- Niemcy – niemiecki minister spraw zagranicznych Heiko Maas powiedział, że atak powietrzny „nie ułatwił zmniejszenia napięć”, ale zauważył, że „nastąpił on po serii niebezpiecznych prowokacji ze strony Iranu”[93]. Część niemieckiego kontyngentu wojskowego w Iraku została przeniesiona do Jordanii i Kuwejtu z powodu „obaw o bezpieczeństwo”[94].